# Обсерваторія Гоер-Ліст

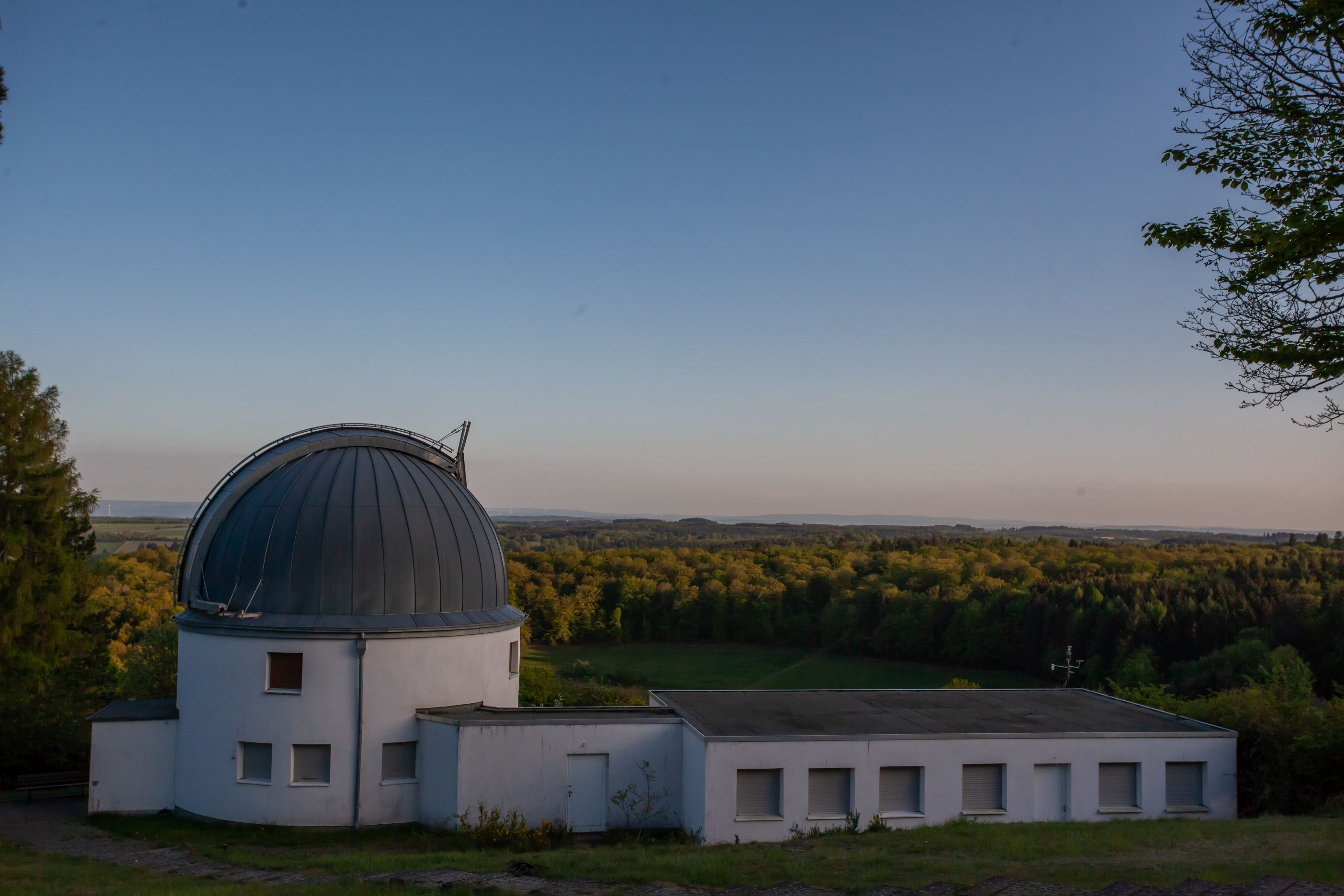
Оглядовий купол з 1-метровим телескопом і будівля астрономічної організації «Астрономічний центр» e. В.

50°09′42″ пн. ш. 6°50′55″ сх. д. / 50.16166667° пн. ш. 6.84861111° сх. д.

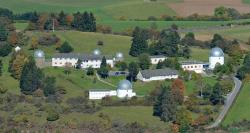
Обсерваторія Гоер-Ліст

Обсерваторія Гоер-Ліст - обсерваторія, розташована на горі Гоер-Ліст (549 м над рівнем моря) приблизно за 60 км на південний захід від міста Бонн, неподалік від міста Даун у регіоні Айфель (земля Рейнланд-Пфальц).

## Історія
Обсерваторія Гоер-Ліст була заснована Фрідріхом Вільгельмом Августом Аргеландером (1799 - 1875). Його дружба з прусським королем Фрідріхом Вільгельмом IV сприяла розгортанню обсерваторії в 1840-1844 роках архітектором Карлом Фрідріхом Шінкелем. Аргеландер отримав повагу в астрономії завдяки своєму знаменитому Bonner Durchmusterung, результатом якого був каталог 325 000 зорею.

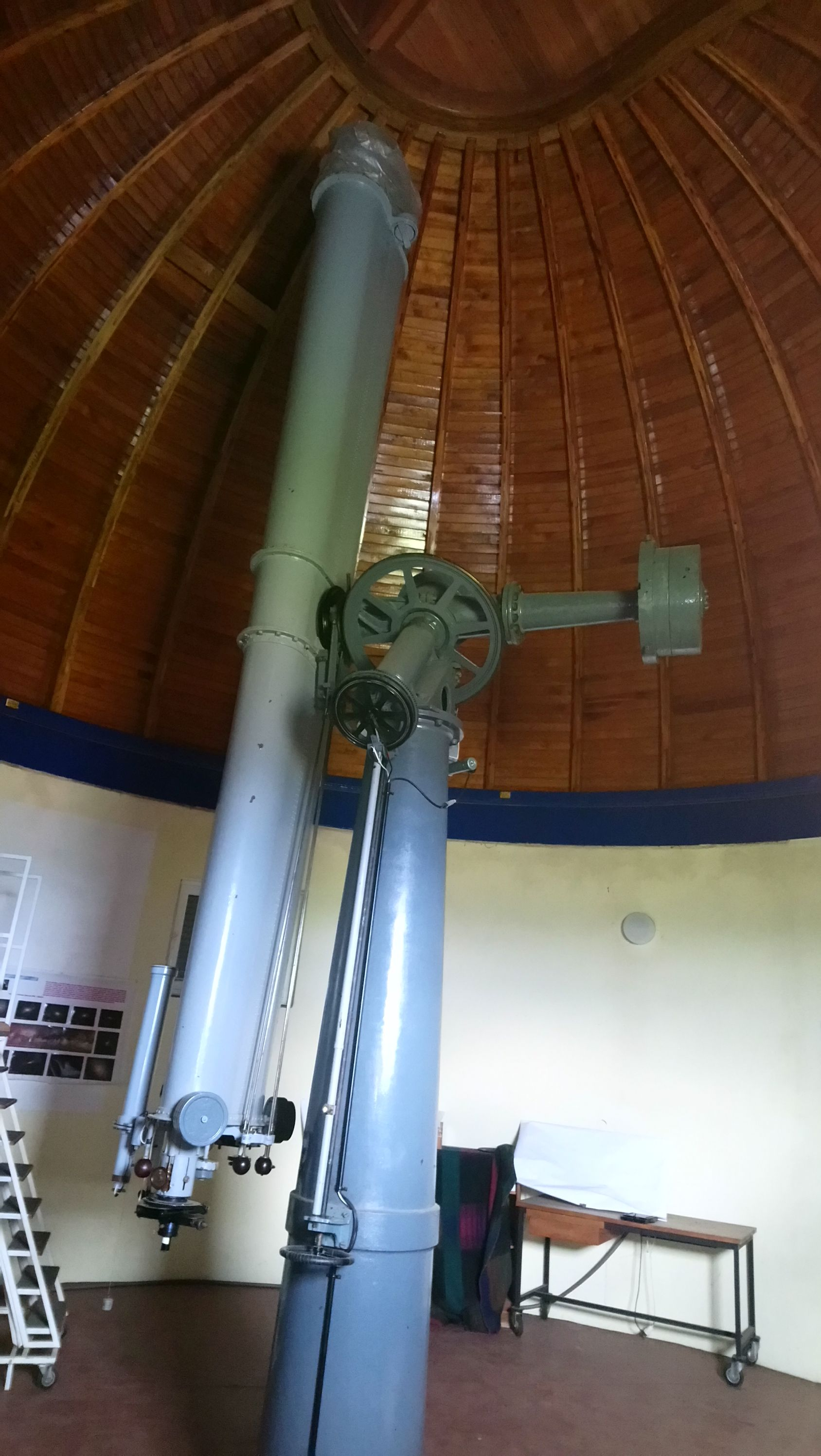
Подвійний рефрактор

Астрономічні спостереження велися в старій Боннській обсерваторії до 50-х років минулого століття. Однак постійне освітлення нічного неба над містом світловим забрудненням (вуличні ліхтарі, освітлення будівель) ускладнювало спостереження. Тому тодішній директор Боннської обсерваторії Фрідріх Бекер (Friedrich Becker) почав шукати нове місце для обсерваторії, достатньо віддалене від будь-якого штучного освітлення, з одного боку, але досить близько до інституту в Бонні, щоб забезпечити тісний зв’язок студентів і співробітників Боннської астрономії. В 1949 році таке місце було знайдено за допомогою ботаніка, який працював в районі Ейфеля і цікавився астрономією. У розмові з тодішнім помічником астронома Гансом Шмідтом (Hans Schmidt), наступником Беккера, вершина гори Гоер-Ліст над селом Шалькенмерен була визначена як гарне місце для астрономічних спостережень. Ця сільська місцевість відзначалася темним нічним небом, на яке не вплинула урбаністичне засвітлення неба. Було вирішено розгорнути там обсерваторію - і перенести телескопи з дислокації в Бонні на цей гірський масив.
У 1954 році була урочисто відкрита нова «Обсерваторія Гоер-Ліст», у першому куполі якої встановлено телескоп Шмідта з 50-сантиметровим дзеркалом. Значне розширення в 1964 році передбачало перенесення подвійного рефрактора, побудованого в 1899 році, з Бонна на Ейфель. Останній купол обсерваторії був побудований у 1966 році Еріхтет - і був вставлений 1-метровий телескоп Кассегрена, який зараз є найбільшим і найсучаснішим телескопом у Гоер-Ліст.
З моменту свого перенесення, обсерваторія Гоер-Ліст була форпостом Боннської обсерваторії (з 2006 року: Департамент обсерваторії Аргеландерського інституту астрономії Боннського університету ), де багато студентів отримали дипломи або докторські ступені, і де багато важливих наукових проектів у були опубліковані астрометрія (положення та рух) і фотометрія (яскравість і колір) зірок нашого Чумацького Шляху .
Зрештою «Список обсерваторії Гоер» втратив свою колишню наукову репутацію, оскільки наукові спостереження ставали дедалі складнішими в районі Ейфеля. Яскравість нічного неба зросла, погодні умови та якість інструментів були гіршими, ніж на чудових місцях спостереження в Чилі чи США . Таким чином, обсерваторія почала служити для практичної частини навчання студентів і забезпечила лабораторію для розробки астрономічних приладів, які можна було б використовувати в телескопах, наприклад, в Іспанії чи Чилі.

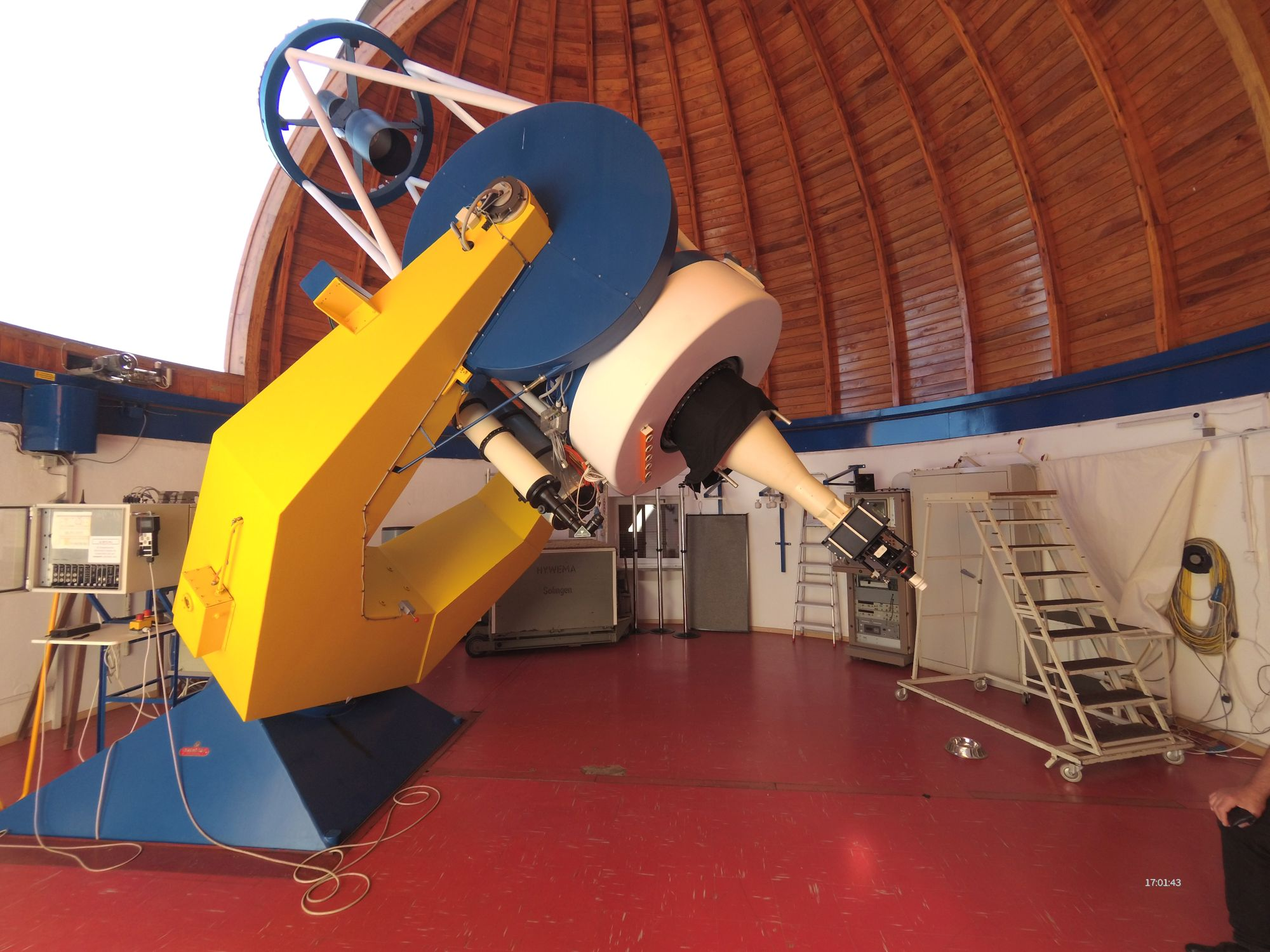
1-метровий телескоп

## Відключення та подальша утилізація
У лютому 2012 року Інститут астрономії Аргеландера повністю припинив будь-яку наукову освіту та спостереження, а в липні 2012 року Боннський університет закрив обсерваторію. Наукове обладнання, включно з усіма телескопами, після цього мали бути продані, що й було зроблено у випадку 50-см телескопа Шмідта. Рефрактор Шредера був переданий до Бонна для постійної експозиції. У вересні 2013 року Landesdenkmalpflege Rheinland-Pfalz передала обсерваторію під охорону пам’яток, щоб запобігти її повному демонтажу. Місяцем раніше колишню асоціацію друзів обсерваторії було перейменовано на  Астрономічна асоціація вулкану Айфель на Гоер-Ліст e. Б. (ААБ) (Astronomische Vereinigung Vulkaneifel am Hohen List e. В. (АВВ)). Відтоді цей некомерційний клуб підтримує обсерваторію, проводячи регулярні екскурсії, публічні бесіди та проведення публічних астрономічних спостережень.
1 березня 2020 року нерухомість з обсерваторією придбав колишній співробітник. Відтоді ААБ має доступ до всіх телескопів у Гоер-Ліст, тому спектр заходів для відвідувачів може бути значно розширений. Нещодавно застосоване нове сріблення обох дзеркал, дзеркала 1-метрового телескопа і дзеркала телескопа Річі-Кретьєна, це забезпечило цим інструментам оптимальні характеристики зображення. У наступній таблиці перераховано поточне обладнання в обсерваторії Гоер-Ліст.
| Інструмент                                 | Діафрагма           | Фокусна відстань    |
| Асканія Несміт-Кассегрен                   | D = 106,5 см        | f = 15,7/6,5 м      |
| Річі-Кретьєн                               | D = 60 см           | f = 4,8 м           |
| Подвійний рефрактор (visuell/fotografisch) | D = 36 см D = 30 см | f = 5,4 м f = 5,1 м |
| Астрограф Zeiss Jena                       | D = 30 см           | f = 1,5 м           |
| Астрограф Vixen VISAC                      | D = 20 см           | f = 1,8/1,355 м     |
| Целестрон Шмідта-Кассегрена                | D = 28 см           | f = 2,8 м           |
| Складений рефрактор Wachter                | D = 20 см           | f = 4,0 м           |
| Направляючий рефрактор Ліхтенкнекера       | D = 15 см           | f = 1,5 м           |

По суботах з 1 квітня по 31 жовтня з 15.00 проходять екскурсії для відвідувачів, які включають бесіду на астрономічні теми. З 1 листопада по 31 березня, починаючи з 20:00, відвідувачам пропонуються спостереження в телескопи обсерваторії Гоер-Ліст, якщо дозволяють погодні умови. Публічні доповіді досвідчених астрономів-любителів і викладачів астрономії університетів з різних астрономічних тем проводяться кожної третьої середи місяця з лютого по листопад, починаючи з 19:00 проводяться астрономічні спостереження.
Щовівторка о 19.00 збираються учасники та відвідувачі АВВ У разі ясного неба проводяться спостереження Місяця, планет, галактичних туманностей і галактик. У разі хмарного неба проводяться спонтанні доповіді або обговорюються питання, що виникають в аудиторії.

## Дивитися також
- Список астрономічних обсерваторій